# Ель-Гейда
Ель-Гейда (англ. al-Ghaydah, араб. الغيضة) — поселення в Сирії, що складає невеличку друзьку общину в нохії Ель-Мушаннаф, яка входить до складу однойменної мінтаки Ес-Сувейда в південній сирійській мухафазі Ес-Сувейда.